# Wandrille Lefèvre
Wandrille Lefèvre (Chartres, 17 december 1988) is een Frans betaald voetballer. In 2013 trad hij met Montreal Impact toe tot de Major League Soccer.

## Clubcarrière
Op 26 juni 2011 maakte Lefèvre tegen FC Edmonton zijn debuut voor Montreal Impact, dat destijds nog uitkwam in de North American Soccer League. Hij was van 2011 tot 2013 lid van de Montreal Impact Academy. Op 26 februari 2013 tekende hij een 'Homegrown' contract bij Montreal Impact, dat nu uitkwam in de Major League Soccer. Zijn debuut maakte hij op 27 april 2013, als invaller voor Alessandro Nesta, in een wedstrijd tegen Chicago Fire. 